# Остров Герасимова
Остров Герасимова — остров в заливе Петра Великого Японского моря. Расположен на входе в Славянский залив, в 41 км к юго-западу от Владивостока и к 8,5 км к северу от Славянки. Административно относится к Хасанскому району Приморского края.
Постоянное население на острове отсутствует, однако в летне-осенний период остров активно посещается туристами и отдыхающими.

## История
Нанесён на карту в 1859 г. Впервые обследован в 1863 году экипажем корвета «Калевала». Им же назван по фамилии старшего штурмана корабля прапорщика корпуса корабельных штурманов Василия Иосифовича Герасимова.

## География
Протяжённость острова с севера на юг составляет около 1440 м, наибольшая ширина — 300 м. Максимальная высота над уровнем моря 62 м. Берега высокие, скалистые, круто обрываются к воде. Остров большей частью покрыт кустарником и травой. От острова Сидорова отделён проливом Стенина. На южном мысу острова установлен маяк Герасимова.